# V.I. Warshawski – Detektiv in Seidenstrümpfen
V.I. Warshawski – Detektiv in Seidenstrümpfen (Originaltitel: V.I. Warshawski) ist eine US-amerikanische Kriminalkomödie aus dem Jahr 1991. Regie führte Jeff Kanew, das Drehbuch schrieben Edward Taylor, David Aaron Cohen und Nick Thiel anhand der Romanreihe V.I. Warshawski von Sara Paretsky.

## Handlung
Victoria Warshawski ist in Chicago als Privatermittlerin tätig. Der befreundete ehemalige Hockeyspieler Bernard „Boom Boom“ Grafalk trifft sie in einer Bar und bittet sie, auf seine 13-jährige Tochter Kat aufzupassen. Der Mann wird durch eine Bombe ermordet, die sein Boot zerstört.
Warshawski will Kat zu deren Mutter bringen, die jedoch von dem Mädchen gehasst wird. Daraufhin wird Kat bei einer Freundin der Ermittlerin untergebracht. Kat bittet Warshawski um einen Dollar, den sie gleich Warshawski zurückgibt und sagt, sie beauftrage die Ermittlerin mit der Suche nach den Mördern. Kat und Warshawski suchen daraufhin gemeinsam die Täter.
Bei dem Versuch, den Mord an Bernard Grafalk aufzuklären, lernt Warshawski Kats Mutter Paige und ihren Onkel Trumble kennen, die ein heruntergewirtschaftetes Schiffsbauunternehmen besitzen. Sie erfährt, dass sich diese mit Bernard wegen unterschiedlicher geschäftlicher Interessen zerstritten haben. Kats Onkel macht sie auf seinen weiteren Bruder Horten aufmerksam, der ebenfalls unter Mordverdacht stehen könnte.
Bei ihren weiteren Ermittlungen gerät sie auch an Earl Smeissen, einen ehemaligen Schulkameraden, der ihr unter Gewaltandrohung davon abrät, weiter an diesem Fall zu arbeiten. Warshawski bleibt aber stur und ermittelt weiter. Dabei bekommt sie auch Unterstützung von Kat, die Victoria assistiert. Mit Kats Hilfe kommt sie an wichtige Unterlagen über deren Familie und erfährt, dass das Unternehmen der Grafalks bankrott ist. Die beiden entkommen nur knapp einer Entführung, was die Brisanz ihrer Recherchen zu bestätigen scheint.
Warshawski, diesmal bewaffnet, begibt sich daraufhin erneut zu Earl Smeissen und zwingt ihn, den Drahtzieher des Mordes zu benennen. Dieser gesteht, dass Trumble dahintersteht. Als Kat wieder zu ihren Eltern zurückkehrt, um dort Beweise zu sammeln, gelingt es Trumble, sie wieder in seine Gewalt zu bringen. Er hält sie in einem Boot gefangen, das er per Knopfdruck im Hafen versenken kann. Daraufhin begibt sich Victoria zusammen mit Murray Ryerson zu den Grafalks. Am Ende kommt es zwischen Warshawski, Paige und Trumble zu einem Triell, wobei Paige zuerst Trumble tötet und dann das Boot mit Kat versenkt. Warshawski springt ins Wasser und rettet so Kat, danach erschießt sie im Duell schließlich Paige.

## Kritiken
Roger Ebert schrieb in der Chicago Sun-Times vom 26. Juli 1991, der Film folge nach dem Anfang dem „ziemlich typischen“ Muster der Privatdetektive-Filme, nach dem die Ereignisse der Vergangenheit Kinder belasten und zur Rache verleiten würden. Den Charakter der Privatermittlerin könne man nicht mehr mögen als in vergleichbaren Filmen, er sei auch nicht glaubwürdiger („The key to all of this is the Warshawski character, who is no more likely or believable than any other movie private eye“).
Das Lexikon des internationalen Films schrieb, der Film ersticke „nach witzigem Anfang in müder Routine“. Er verschenke „einige gute Dialoge und Darsteller an eine lahme Story“.

## Auszeichnungen
Angela Goethals wurde im Jahr 1992 für den Young Artist Award nominiert.

## Hintergründe
Der Film wurde in Chicago und in Los Angeles gedreht. Er spielte in den Kinos der USA ca. 11,1 Millionen US-Dollar ein.